# Écologie coloniale
L'écologie coloniale est l'idée que les processus d'appropriation de l'environnement seraient liés à l'exploitation et la domination des peuples indigènes, de leurs territoires ancestraux et de leurs cultures traditionnelles.[pas clair]
Cette culture aurait par la suite donné naissance à l'écologie scientifique occidentale et utilisée pour justifier un contrôle social et environnemental, y compris la dépossession des peuples colonisés de leurs terres et de leurs modes de vie et le rejet des systèmes de connaissances existants.
Ces mesures auraient profité aux industries coloniales telles que le caoutchouc, le sucre et la sylviculture, ayant joué un rôle essentiel dans l'émergence de l'ordre moderne et d'un système économique mondial en grande partie fondé sur l'extraction.

## Histoire
Dès les années 1970, des chercheurs afro-américains ont lié question écologique et la colonisation. « La véritable solution à la crise environnementale est la décolonisation des Noirs », a écrit Nathan Hare en 1970.
Le sociologue Terry Jones a parlé, lui, d’« écologie d’apartheid ».
Cette approche a été développée dans les années 1990 par des penseurs latino-américains dans les universités américaines, tels Walter Mignolo à Duke (Caroline du Nord), Ramón Grosfoguel à Berkeley ou Arturo Escobar à l’université de Caroline du Nord.

## Actualité de la notion
Selon Greta Thunberg, le 9 novembre 2019 dans une tribune intitulée Why we strike again  (« Pourquoi nous sommes à nouveau en grève »), dont elle est une des trois signataires, la crise climatique serait liée à l’histoire esclavagiste et coloniale de la modernité occidentale.
La crise climatique ne concerne pas seulement l’environnement. C’est une crise des droits humains, de la justice et de la volonté politique. Les systèmes d’oppression coloniaux, racistes et patriarcaux l’ont créée et alimentée. Nous devons les démanteler.
L'ONG internationale de défense de la faune sauvage WWF a été accusée de promouvoir un mode de conservation de la nature basé sur le colonialisme.

## Chercheurs et auteurs

### Kyle Whyte
Pour Kyle Whyte, de Michigan State University, le colonialisme de peuplement est une forme de domination qui perturbe violemment les relations humaines avec l'environnement. Le colonialisme de peuplement est une domination écologique, qui commet des injustices environnementales à l'encontre des peuples indigènes et d'autres groupes.

### Malcom Ferdinand
Pour Malcom Ferdinand, la destruction de l'environnement est inséparable de la domination raciale et coloniale. Elle découle d'un sentiment d'avoir le droit de nous approprier la planète.
Son livre, Une écologie décoloniale, a remporté le prix de littérature de la Fondation pour l'écologie politique en 2019.
Selon lui, une certaine façon d'habiter, par la suite devenue concevable sans esclavage, a étendu ses pratiques à l'exploitation des milieux naturels, donnant pour exemple la culture de la banane, l'élevage des vers à soie et l'exploitation minière qui se sont développés dans tout l'Empire colonial français, ainsi que la pollution au chlordécone dans les îles de la Martinique et de la Guadeloupe.

### Strother Roberts
Pour Strother Roberts, auteur de Colonial Ecology, Atlantic Economy, publié en 2021 par University of Pennsylvania Press, le commerce des produits coloniaux a façonné une transformation écologique au début du monde moderne dans le Connecticut en voie de mondialisation, favorisant la création d'une nouvelle écologie coloniale inextricablement liée à l'économie transatlantique élargie au-delà de ses rivages.
Roberts s'oppose à l'idée que la mondialisation serait un phénomène relativement nouveau et que son pouvoir de remodeler les économies et les environnements naturels n'aurait été pleinement réalisé qu'à l'ère moderne et, deuxièmement, que les fondateurs puritains de Nouvelle-Angleterre auraient été des ascètes autosuffisants qui se sont soustraits à l'influence corruptrice du reste du monde. Roberts soutient, au contraire, que la Nouvelle-Angleterre coloniale faisait partie intégrante de l'économie commerciale impérialiste en expansion venu de Grande-Bretagne.
Les colons ont adopté le commerce comme un moyen de s'offrir les outils nécessaires à la conquête du paysage et d'acquérir les mêmes produits de luxe que ceux prisés par la classe des consommateurs en Europe. Les nations autochtones de Nouvelle-Angleterre, quant à elles, utilisaient leur accès aux marchandises commerciales et aux armes européennes pour gagner du pouvoir et du prestige dans une région secouée par les nouveaux arrivants et les maladies qui les suivaient. Ces réseaux d'extraction et d'échange ont fondamentalement transformé l'environnement naturel de la région, créant un paysage qui, au tournant du XIXe siècle, aurait été méconnaissable pour ceux qui y vivaient deux siècles plus tôt.

### Max Liboiron
Pour l'écologue Max Liboiron, la pollution dans la région du Labrador, en tant que système social toléré et régulé par l’industrie et l’administration euro-canadiennes, est une forme de colonialisme. Avec son laboratoire CLEAR, Liboiron développe des pratiques de sciences « anti-coloniales » pour l'étude des plastiques, notamment fondée sur d'autres relations au territoire et aux populations autochtones.